# 大瀬良泰貴
大瀬良 泰貴（おおせら やすたか、1993年11月5日 - ）は日本の男性プロレスラー。大阪府出身。みちのくプロレス所属。血液型B型。

## 来歴
2016年に、みちのくプロレスに入門。
2017年3月18日に、みちのくプロレスでデビュー。
2024年1月、大阪プロレスに参戦していた、アレスの正体が大瀬良ということを明かす。そして、Rogue nationに加入。
同年5月、大阪ライトヘビー級トーナメントに初優勝。
10月に、浅川紫悠とのタッグで大阪プロレスタッグ王座を獲得。
2025年1月、松房龍哉を倒し、第3代大阪ライトヘビー級王座となる。
2月16日、大瀬良の自主興行「No Way」でTORU、ゴリアテと組み、HOUSE OF TORTUREのEVIL（新日本プロレス）、ディック東郷（みちのくプロレス）、DAMNATION T.Aの佐々木大輔（DDTプロレスリング）の連合トリオと対戦する。
同年5月、エル・パンテーラJrを倒し、第30代東北ジュニアヘビー級王者となる。

## 得意技
クロスフェースロック
トラキア
ジャーマン・スープレックス・ホールド
スイング式DDT

## タイトル歴
- 大阪ライトヘビー級王座（第3代）
- 大阪プロレスタッグ王座（第46代）※パートナーは浅川紫悠
- 東北ジュニアヘビー級（第30代）
- 沖縄プロレス選手権（第77代）
- 大阪ライトヘビー級トーナメント（2024年）